# 関廟線

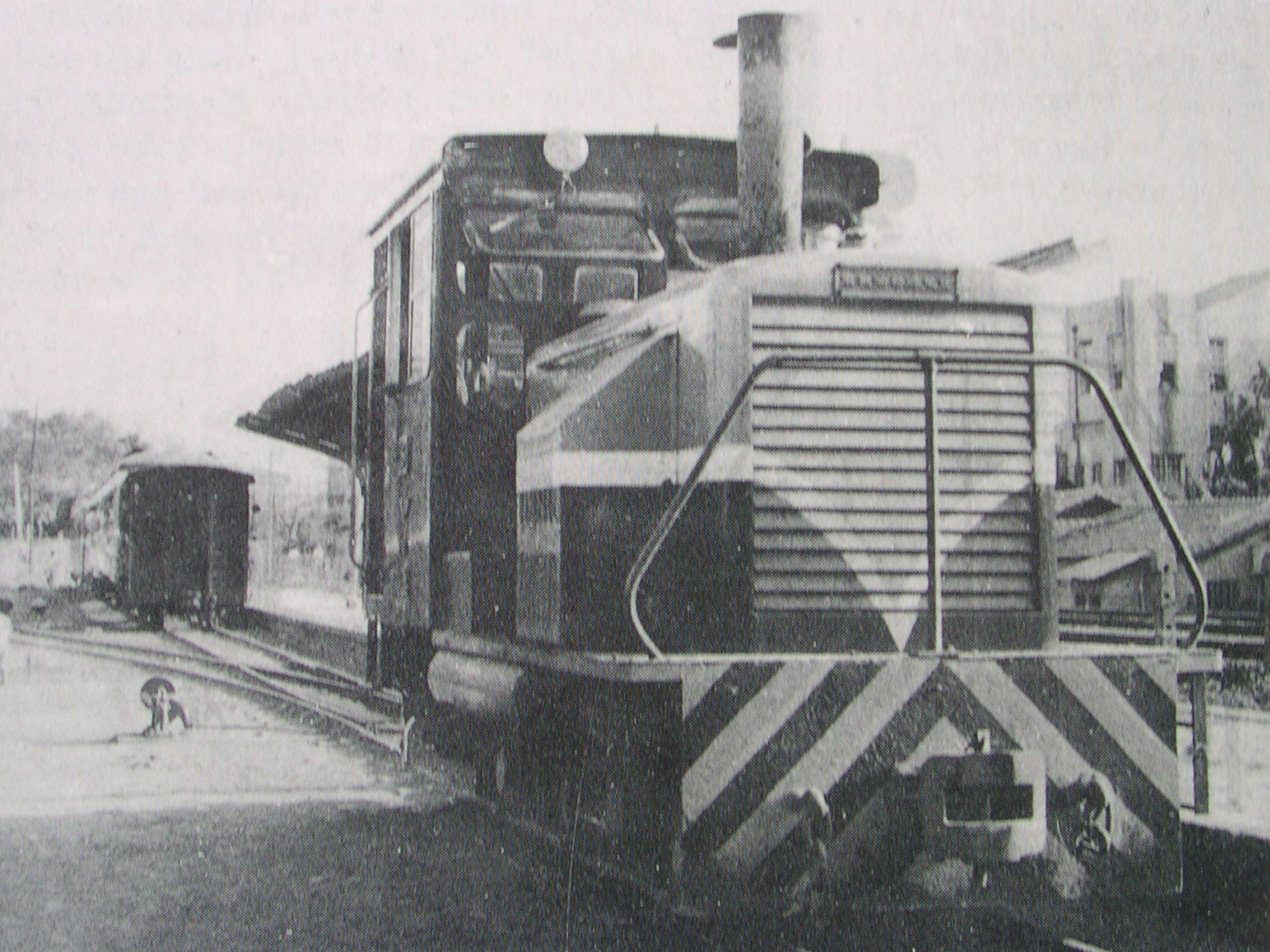
台南駅構内、右に台鉄縦貫線の線路も見える。（1967年撮影）

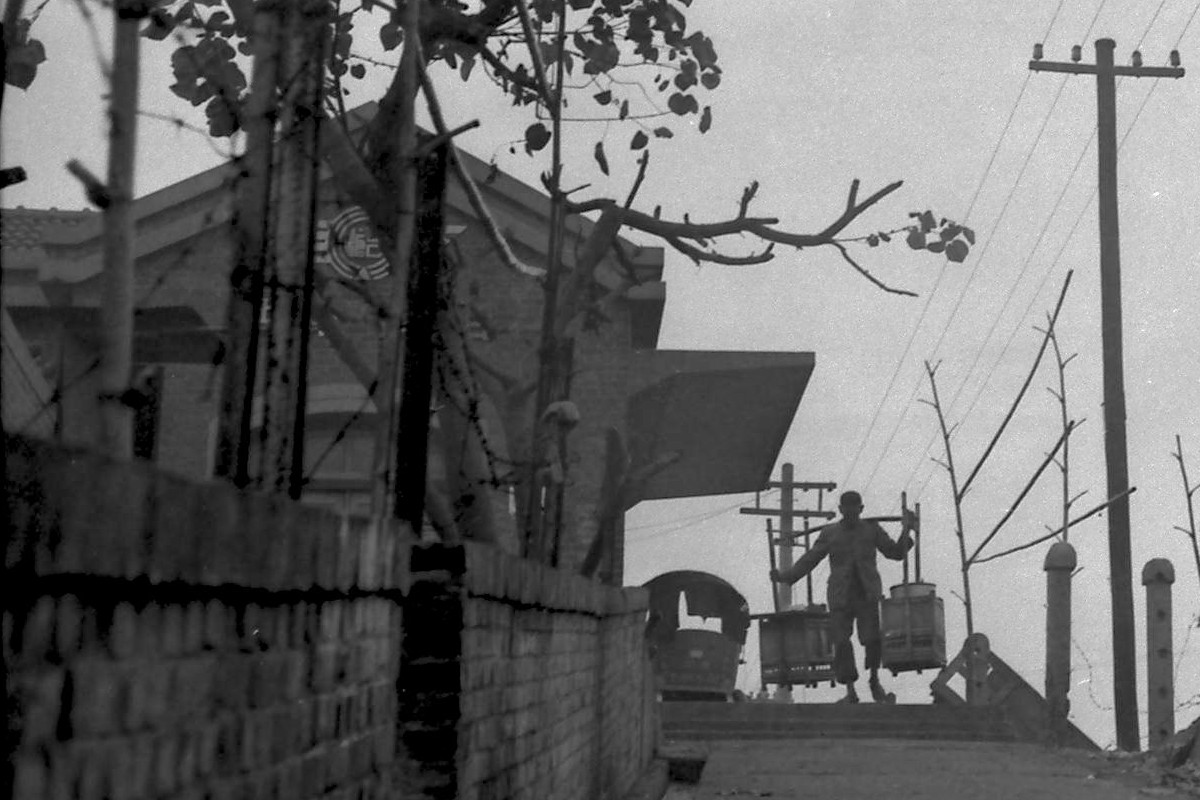
台南駅（1963年撮影）

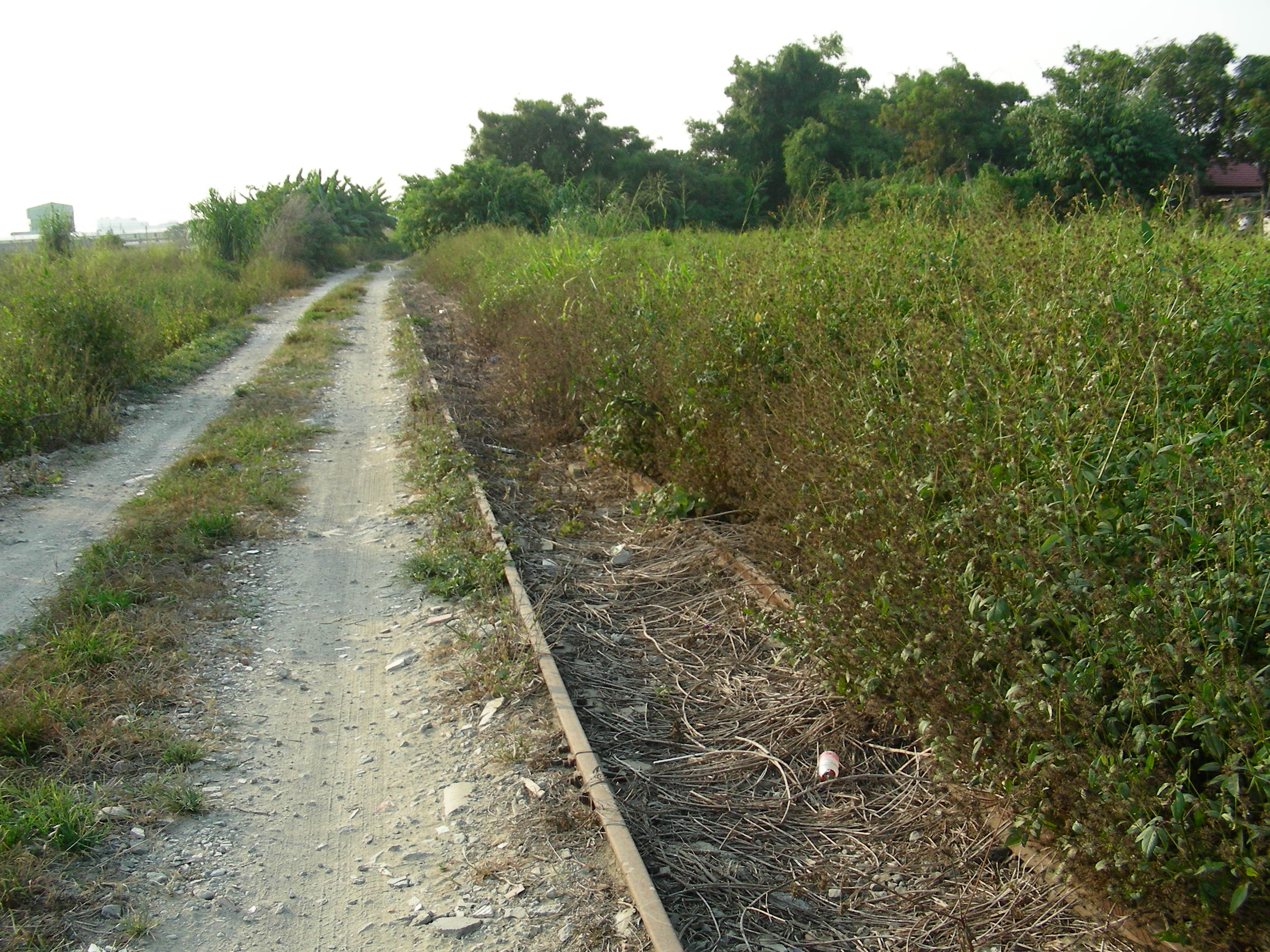
新田 - 六甲間の線路跡

関廟線（かんびょうせん）は、台湾台南市と台南県関廟郷（現在の台南市関廟区）を結んでいた、台湾糖業公司車路墘製糖工場（現・仁徳糖廠《製糖工場》）の運転系統としての鉄道路線（軽便鉄道）の名称である。

## 路線データ
- 経営管轄：台湾糖業股份有限公司
- 路線距離（営業キロ）：17.2km
- 軌間：762mm
- 駅数：10駅（起終点駅含む）
- 複線区間：なし（全線単線）
- 電化区間：なし（全線非電化）

## 概要
「関廟線」を構成する鉄道路線の正式名称は、台南駅から車路墘駅までが台南線、車路墘から帰仁駅までが埤子頭線、帰仁駅から関廟線駅までが関廟線である。
台南線と埤子頭線の線路は台湾製糖株式会社車路墘製糖工場が建設し産業用の専用線であったが、戦後は台湾糖業公司に接収された。1948年10月10日、地元住民の要望により、帰仁～関廟間の新線を建設し、仮営業線（試辦営業線）として旅客取扱開始された。
しかし当線は他の路線とは全く接続しない独立路線であり、まだ台南駅は市街地中心部・台鉄台南駅から離れており不便であったので、台鉄台南駅への新線を建設することとなった。新線の開業と同時の1954年6月6日に旅客ターミナル駅の機能が新設の台南駅に移り、台南（旧）～竹篙厝間の旅客取扱が廃止されたが、後甲線として専用線に戻った。
バスとの競合と自家用車の普及による利用客の大幅な減少要因の一つとなっている。なお、台南～関廟営業キロも同区間のバス（県道182経由、約14km）より長くて、便数も少くなった。結局は1972年8月1日に全線での旅客営業を終了した。

## 運行形態
旅客列車はすべて各駅停車で、1日に3往復が運行されていた。

## 歴史
- 1948年10月10日 - 旅客取扱開始。
- 1954年6月6日 - 台鉄台南駅への延伸開業、台南（新）・東門・新田など駅開業。台南（旧）～竹篙厝間の旅客取扱が廃止された。
- 1969年5月20日 - 台南～東門廃止。徳光駅開業。
- 1972年8月1日 - 全線旅客取扱廃止。

## 駅一覧
台南 - 東門 - 徳光 - 竹篙厝 - 車路墘 - 後壁厝 - 新田 - 六甲 - 帰仁 - 関廟
※1954年6月6日の廃止区間：台南（旧） - 竹篙厝

## 接続路線
- 台南駅：台湾鉄路管理局縦貫線台南駅（徒歩100m）
- 東門駅：同線東門駅